# Городское поселение посёлок Пятницкое
Городское поселение посёлок Пятницкое — городское поселение в Волоконовском районе Белгородской области.
Административный центр — пгт Пятницкое.

## История
Статус и границы городского поселения установлены Законом Белгородской области от 20 декабря 2004 года № 159 «Об установлении границ муниципальных образований и наделении их статусом городского, сельского поселения, городского округа, муниципального района»

## Население
| 2010  | 2011  | 2012  | 2013  | 2014  | 2015  | 2016  | 2017  | 2018  |
| ----- | ----- | ----- | ----- | ----- | ----- | ----- | ----- | ----- |
| 4686  | ↘4677 | ↘4620 | ↘4536 | ↘4460 | ↘4388 | ↘4384 | ↘4345 | ↘4315 |
| 2019  | 2020  | 2021  |       |       |       |       |       |       |
| ↘4232 | ↘4145 | ↗4284 |       |       |       |       |       |       |

## Состав городского поселения
В состав городского поселения входят 2 населённых пункта:
| № | Населённый пункт | Тип населённого пункта      | Население |
| - | ---------------- | --------------------------- | --------- |
| 1 | Козловка         | село                        | ↗124      |
| 2 | Пятницкое        | пгт, административный центр | ↗4160     |

## Местное самоуправление
Администрация
Телефон: (47235) 5-65-34
Глава администрации
- Меньщиков Евгений Павлович